# Donousa
Die griechische Insel Donousa (griechisch Δονούσα [ðɔˈnusa] (f. sg.)) gehört innerhalb der Kykladen zur Gruppe der Kleinen Kykladen. Seit 2011 bildet sie mit einigen weiteren, unbewohnten kleinen Inseln einen Gemeindebezirk der Gemeinde Naxos und Kleine Kykladen in der Region Südliche Ägäis.

## Lage

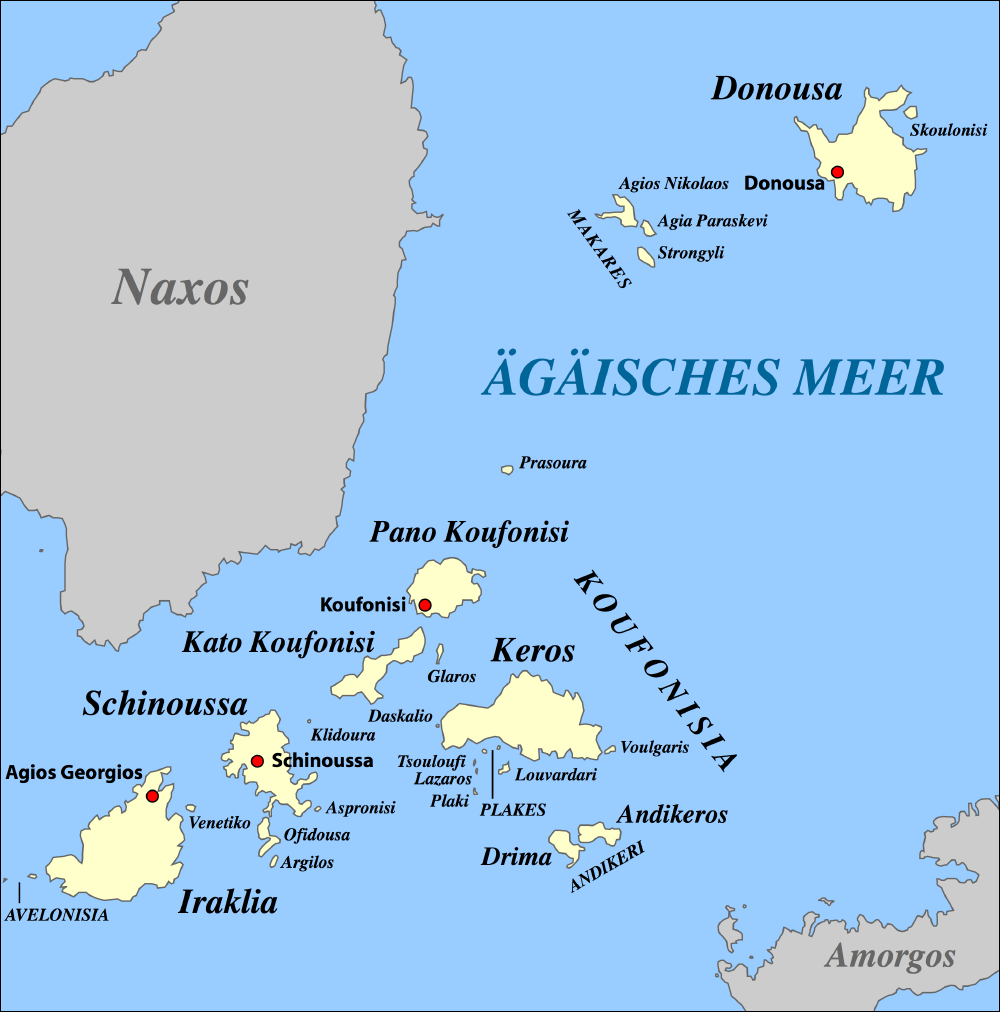
Kleine Kykladen

Donousa ist die nordöstlichste Insel der Kleinen Kykladen und liegt etwa 16 km östlich von Naxos. Amorgos liegt 23 km südöstlich und Pano Koufonisi 23 km südwestlich. Die Küstenlinie der 13,652 km². großen, maximal 6 × 6 km großen Insel ist durch längliche Kaps und kleine Buchten stark zergliedert. In unmittelbarer Nähe der Insel liegen weitere kleine Felseninselchen, von denen Skylonisi an der Nordostküste die größte ist. Zur Gemeinde Donousa gehören zwei kleine Inselgruppen, die Inseln der Gruppe Makares (Μάκαρες) liegen 8 km südwestlich. Die drei Felseninseln der Gruppe Melandii (Μελάντιοι) liegen etwa 13,5 km nordöstlich.
Donousa ist hügelig nach Norden und Osten zunehmend bergig. Die höchsten Erhebungen Papas (Πάπας, 383 m) und Vardia (Βάρδια, 386 m) liegen im Nordosten und Osten. Die buschigen Vegetationsformen der Phrygana prägen das Landschaftsbild der Insel zu großen Teilen.

## Geschichte
Auf Donousa hatten sich bereits im 3. Jahrtausend v. Chr. bei Achtia ton Agrilion (Αχτιά των Αγριλιών) und Myti tou Trachyla (Μύτη του Τραχύλα) zwei Siedlungen der prähistorischen Kykladenkultur etabliert, die auf Fischfang und Viehzucht spezialisiert waren.
Während der Geometrischen Zeit vom 10. bis zum 7. Jahrhundert v. Chr. erfuhr Donousa eine Blütezeit, wie aus Funden der befestigten Siedlung Vathy Limenari (Βαθύ Λιμενάρι) im Süden der Insel zu schließen ist, mit einer ausgeprägten Beeinflussung von den Dodekanesinseln. Zahlreiche Brandbestattungplätze wurden um die Siedlung freigelegt.
Die Insel war während der römischen Zeit vermutlich ein Verbannungsort.
Im Mittelalter und unter der osmanischen Herrschaft bot Donousa Piraten Unterschlupf.
Im 18. und 19. Jahrhundert wurde die Insel Denousa (Ντενούσα oder Δενούσα), Stenoza (Στενόζα) oder Spinosa (Σπινόζα) genannt. Um 1830 siedelten sich Hirten aus Egiali auf Amorgos als Pächter an, um das Land zu kultivieren.
Anfang des 20. Jahrhunderts bis 1938 wurden bei Kedros Eisen, Aluminium und Kupfer abgebaut. Zu dieser Zeit lebten etwa 3.000 Menschen auf der Insel. Im Zweiten Weltkrieg besetzte zuerst Italien von 1941 bis 1943 und anschließend bis 1944 die deutsche Wehrmacht Donousa.
Das britische U-Boot HMS Trooper wurde 2024 in einer Tiefe von 253 m nahe Donousa durch die Crew des Suchschiffs Planet Blue gefunden. Das Boot ist in drei Teile zerborsten. Mit großer Wahrscheinlichkeit ist es 1943 durch eine deutsche Seemine gesunken.

## Gliederung
Der heutige Gemeindebezirk Donousa zählt 167 Einwohner
- Donousa (Δονούσα (f. sg.)) auch Stavros (Σταυρός (m. sg.)) oder Kambos (Κάμπος (m. sg.)), 141
- Kalotaritissa (Καλοταρίτισσα (f. sg.)), 2
- Mersini (Μερσίνη (f. sg.)), 22
- Charavgi (Χαραυγή (f. sg.)) oder Mesaria (Μεσαριά (f. sg.)), 2

sowie die unbewohnten Inseln
- Skylonisi (Σκυλονήσι (n. sg.))
- Moschonas (Μοσχονάς (m. sg.))
- Melandii (Μελάντιοι), drei Felseninseln auch als Vouves, Bouve oder Chtenia (Βούβες, Μπουβέ, oder Χτένια) bezeichnet
- Makares (Μάκαρες) oder Macheres (Μαχαίρες)
  - Megalo Nisi (Μεγάλο Νησί (n. sg.)), Agios Nikolaos
  - Agia Paraskevi (Αγία Παρασκευή (f. sg.))
  - Strongyli (Στρογγυλή (f. sg.))

## Wirtschaft
Bis in die 1950er Jahre wurden vor allem Tabak und Zwiebeln angebaut. Die schlechter werdende wirtschaftliche Situation seit den 1960er Jahren und die damit zusammenhängende Abwanderung hatte jedoch zur Folge, dass die landwirtschaftlichen Kulturen verödeten.
Erst mit der allmählichen Verbesserung der Schiffsverbindungen und dem langsamen Wachsen des Tourismus verbesserte sich die wirtschaftliche Situation.
Heute erwirtschaften die Einwohner ihr Einkommen hauptsächlich durch den Tourismus. Landwirtschaft und Fischerei werden nur noch in geringem Umfang und vorwiegend zur Deckung des Eigenbedarfs betrieben.

## Verkehr
Donousa wird regelmäßig (zwei- bis viermal pro Woche) von Fähren aus Piräus sowie mehrmals wöchentlich von der "Express Scopelitis" angelaufen, die Donousa mit Amorgos, Naxos und den anderen Kleinen Kykladen verbindet. Weitere Verbindungen gibt es dreimal wöchentlich von Syros. Während der Hauptsaison verkehrt vom Hafen ausgehend mehrmals täglich ein Bus, der nach Bedarf verschiedene Orte und Strände anfährt.

## Naturschutz
Donousa ist Teil des Natura-2000-Gebiets GR4220013 Mikres Kyklades: Irakleia, Schinoussa, Koufonisia, Keros, Antikeri kai thalassia zoni ().